# Ernst Raupach
Ernst Benjamin Salomo Raupach (Straupitz, 1784. május 21. – Berlin, 1852. március 18.) német színműíró.

## Élete
Halléban tanult (1801-1804) teológiát, majd 1814-től nevelő volt Oroszországban. 1816 és 1821 között a német irodalom, utóbb a történet egyetemi tanára Szentpéterváron, melyet politikai okokból el kellett hagynia, mire beutazta Olaszországot, ahonnan visszatérve Berlinben telepedett le. 1824-től kizárólag a színháznak élt. Húsz esztendőn át volt a berlini színház teljhatalmú ura, ahol számos drámája nagy tetszésben részesült. A 19. század végén csak Der Müller und sein Kind (1835) c. népdrámája élt még a német és magyar színpadon. Művei összegyűjtve: Dramatische Werke ernster Gattung (1830-43, 16 kötet) és komischer Gattung (1829-35, 4 kötet) jelentek meg. Olasz útját leírta: Hirsemensels Briefe aus und über Italien (1823). Életét megírta özvegye, Paulina Raupach (1853), aki 117 darabját sorolja föl.

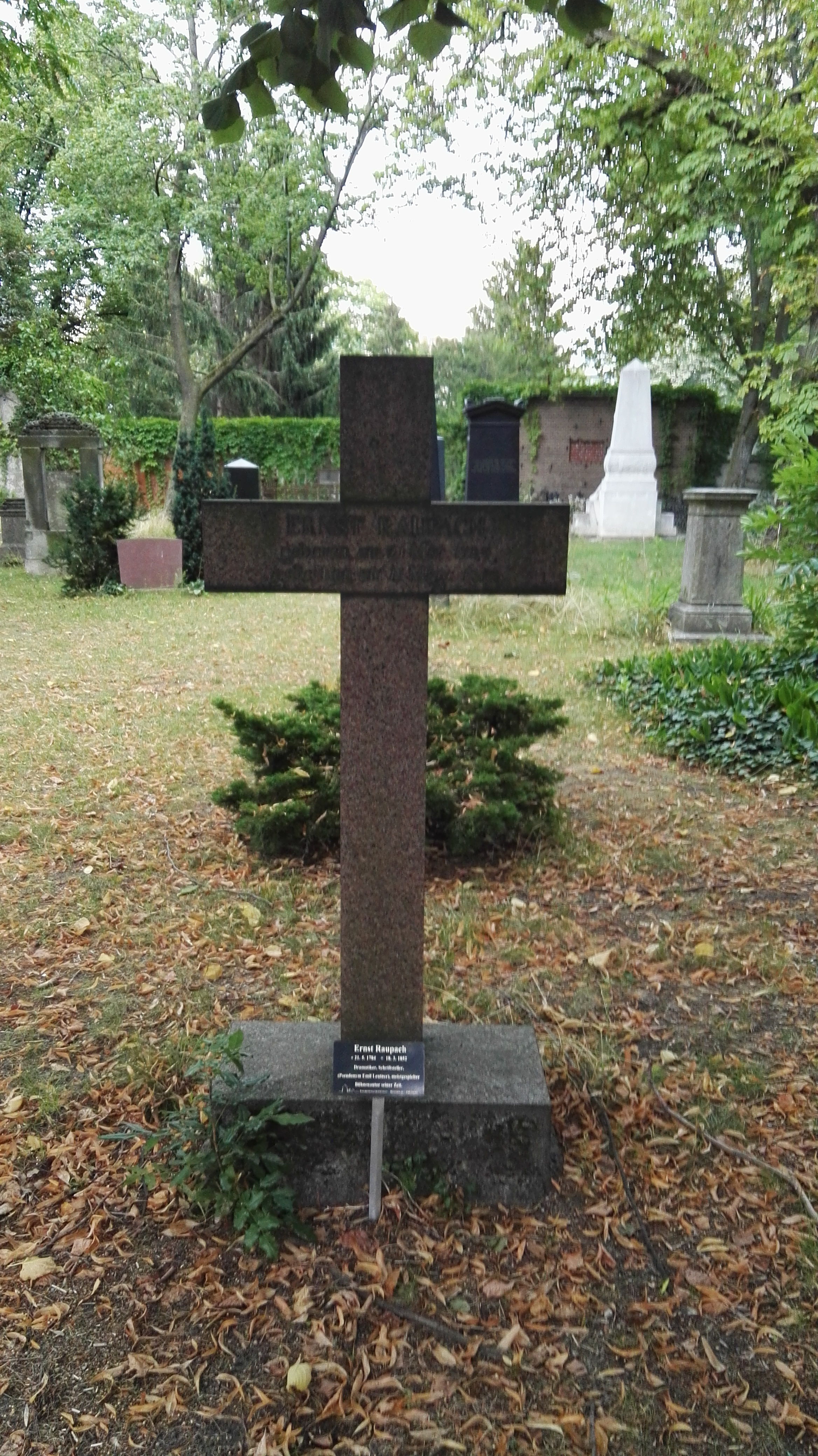
Raupach sírja

## Művei (válogatás)
- Die Royalisten
- Cromwells Ende
- Mirabeau
- Timoleon
- Der Müller und sein Kind
- Lebrecht Hirsemenzels, eines deutschen Schulmeisters, Briefe aus und über Italien. Verlag Cnobloch, Leipzig, 1823
- Tasso`s Tod. Hoffmann & Campe, Hamburg, 1835
- Dramatische Werke komischer Gattung. Hoffmann & Campe, Hamburg, 1828–35

1. Lasst die Toten ruhn, Kritik und Antikritik, Die Bekehrung, 1829
2. Der Schleichhändler, Der Wechsler, Denk an Cäsar, 1832
3. Schelle im Mond, Der Stiefvater, Das Sonett, 1834
4. Die feindlichen Brüder oder Homöopath und Allopath, Der Zeitgeist, Der Nasenstüber, 1835

- Dramatische Werke ernster Gattung. Hoffmann & Campe, Hamburg, 1830–1843 (16 kötet)
- Die Schule des Lebens (Dramatisches Märchen), 1841
- Vor hundert Jahren, oder: Der alte Dessauer und der Prorektor Langer. Großes komisches Charaktergemälde des vorigen Jahrhunderts in 4 Abtheilungen, kb. 1839

Vor hundert Jahren, oder: Der alte Dessauer und der Prorektor Langer. Großes komisches Charaktergemälde des vorigen Jahrhunderts in 4 Abtheilungen, kb. 1839

## Magyarul
- A fricska. Bohózat; ford. Kazinczy Gábor; in: Színműtár, szerk. Nagy Ignác; Egyetemi Ny., Buda, 1842
- A molnár és gyermeke. Fantasztikus népdráma; ford., átdolg. Bátori László; Egyházmegyei Ny., Veszprém, 1910 (Amatőr színpad)